# Canadian Institute of Ukrainian Studies

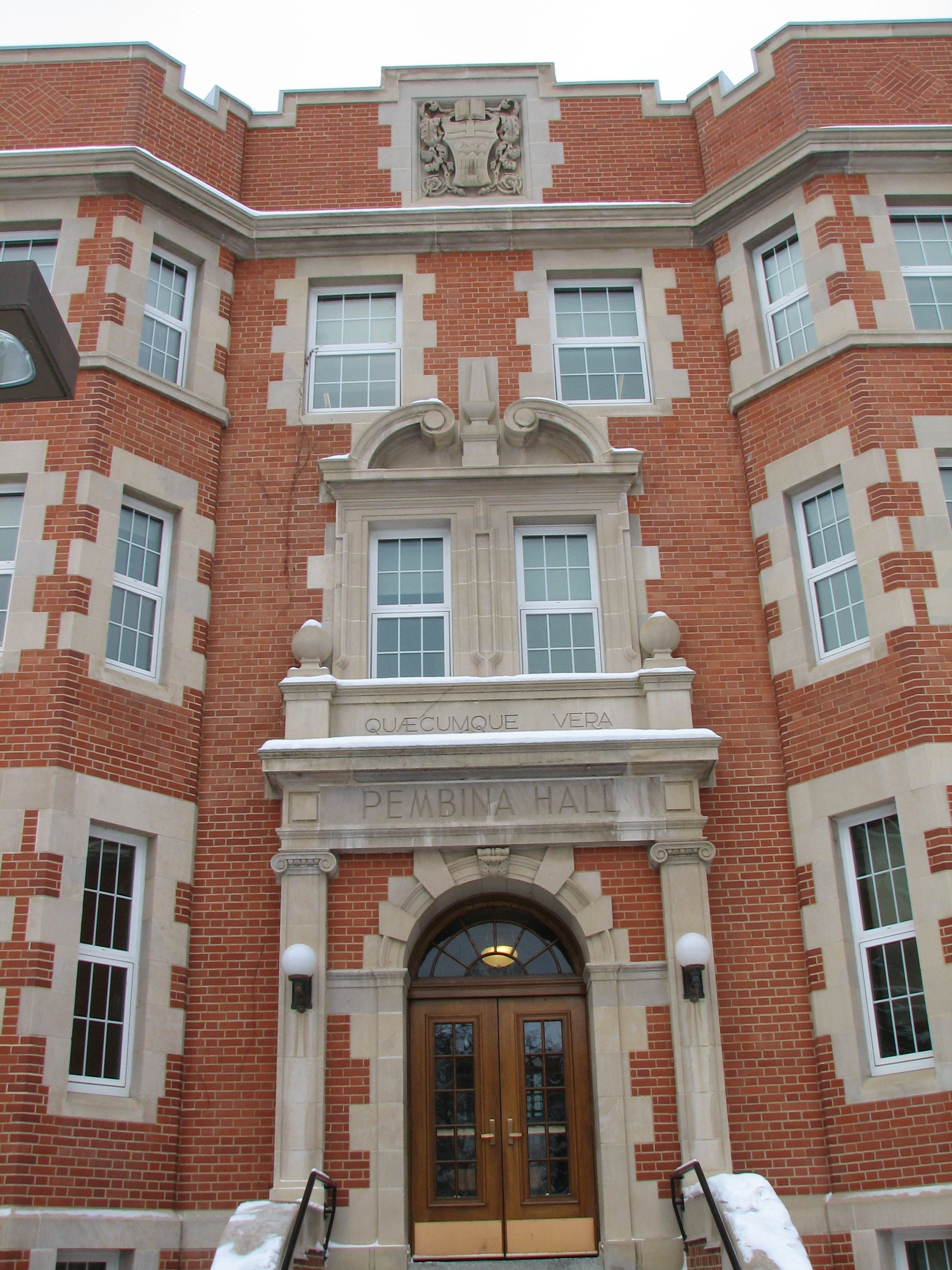
Sitz des Canadian Institute of Ukrainian Studies (CIUS) an der University of Alberta, 2012

Das Canadian Institute of Ukrainian Studies (CIUS) ist ein am 1. Juli 1976 im kanadischen Edmonton an der University of Alberta gegründetes Forschungsinstitut für ukrainische Studien mit einer Zweigstelle in Toronto.

## Geschichte
Nach dem Vorbild des amerikanischen Harvard Ukrainian Research Institute (HURI) gab die in Kanada ebenso große ukrainische Diaspora wie in den USA 1976 Impulse zur Gründung eines weiteren großen Institut zur Erforschung und zum Studium der Ukraine. Das CIUS hat mehrere, zum Teil nach ihren Stiftern benannte Programme oder Zentren zur Erforschung unterschiedlicher Themenbereiche, die ergänzt werden:
- The Peter Jacyk Center for Ukrainian Historical Research (seit 1989)
- The Kule Ukrainian Canadian Studies Center
- The Research Program on Religion and Culture (initiiert von Bohdan Bociurkiw)
- The Stasiuk Program for the Study of Contemporary Ukraine (seit 1990)
- The Kowalsky Program for the Study of Eastern Ukraine (seit 1998)
- The Danylo Struk Program in Ukrainian Literature.

Das Institut unterhält enge Beziehungen mit dem amerikanischen Harvard Ukrainian Research Institute.
Gegenwärtiger Direktor des CIUS – nach bekannten Vorgängern wie Bohdan Kravchenko, Frank E. Sysyn oder Zenon E. Kohut – ist jetzt Volodymyr Kavchenko.

## Herausgebertätigkeit
Das wichtigste Projekt der CIUS Press war die Herausgabe der 5-bändigen Encyclopedia of Ukraine, deren Artikel sukzessive im Internet mit Ergänzungen in der Internet Encyclopedia of Ukraine zugänglich gemacht werden. Ein großes Projekt ist die laufende englische Edition der Geschichte der Ukraine des ukrainischen Historikers Mychajlo Hruschewskyj. Außerdem erscheinen fortlaufend Dissertationen und Monographien im hauseigenen Verlag. Seit 1980 erscheint die Zeitschrift „Journal of Ukrainian Studies“, die 2014 in „East/West: journal of Ukrainian Studies“ umbenannt wurde.